# Тяньцзюнь
37°17′55″ пн. ш. 99°01′15″ сх. д. / 37.29857° пн. ш. 99.02088° сх. д.
Тяньцзюнь (кит. 天峻县, пін. Tiānjùn Xiàn) — один із повітів КНР у складі Хайсі-Монголо-Тибетської автономної префектури, провінція Цінхай. Адміністративний центр — містечко Сіньюань.

## Географія
Тяньцзюнь у середньому розташовується на висоті близько 3400 метрів над рівнем моря (перепад висот у діапазоні від 2850 до 5827 метрів) на південь від коридору Хесі.
Північно-західна частина повіту лежить у горах Ціляньшань між хребтом Тулайнаньшань на півночі та озером Хара-Нур на півдні, тут починається річка Шулехе; решта повіту лежить на заході улоговини між хребтами Датуншань і Цінхайнаньшань на річці Бухин-Гол.

### Клімат
Повіт знаходиться у зоні висотної поясності: одні його частини характеризуються континентальним субарктичним кліматом, тоді як інші — кліматом помірних степів. Найтепліший місяць — липень із середньою температурою 11,1 °C. Найхолодніший місяць — січень, із середньою температурою -12,9 °С.
| Клімат повіту Тяньцзюнь                            | Клімат повіту Тяньцзюнь | Клімат повіту Тяньцзюнь | Клімат повіту Тяньцзюнь | Клімат повіту Тяньцзюнь | Клімат повіту Тяньцзюнь | Клімат повіту Тяньцзюнь | Клімат повіту Тяньцзюнь | Клімат повіту Тяньцзюнь | Клімат повіту Тяньцзюнь | Клімат повіту Тяньцзюнь | Клімат повіту Тяньцзюнь | Клімат повіту Тяньцзюнь | Клімат повіту Тяньцзюнь |
| Показник                                           | Січ.                    | Лют.                    | Бер.                    | Квіт.                   | Трав.                   | Черв.                   | Лип.                    | Серп.                   | Вер.                    | Жовт.                   | Лист.                   | Груд.                   | Рік                     |
| Середній максимум, °C                              | −3,6                    | −0,4                    | 4                       | 9,4                     | 12,9                    | 15,5                    | 17,7                    | 17,5                    | 14                      | 8,5                     | 2,6                     | −2                      | 8                       |
| Середня температура, °C                            | −12,9                   | −9,7                    | −4,9                    | 1,2                     | 5,3                     | 8,8                     | 11,1                    | 10,6                    | 6,5                     | −0,2                    | −6,6                    | −11,1                   | −0,2                    |
| Середній мінімум, °C                               | −20,7                   | −17,7                   | −12,7                   | −6,6                    | −1,8                    | 2,7                     | 5,4                     | 4,8                     | 0,9                     | −6,8                    | −13,7                   | −18,3                   | −7                      |
| Норма опадів, мм                                   | 1.4                     | 1.8                     | 6.4                     | 13.1                    | 47.7                    | 79                      | 96.7                    | 85.7                    | 44.2                    | 8.8                     | 1.5                     | 0.4                     | 386.7                   |
| Вологість повітря, %                               | 39                      | 37                      | 37                      | 42                      | 55                      | 65                      | 70                      | 70                      | 67                      | 51                      | 37                      | 36                      | 51                      |
| -------------------------------------------------- | ----------------------- | ----------------------- | ----------------------- | ----------------------- | ----------------------- | ----------------------- | ----------------------- | ----------------------- | ----------------------- | ----------------------- | ----------------------- | ----------------------- | ----------------------- |
| Джерело: Дані метеостанції №52745 (КНР, 1991-2020) |                         |                         |                         |                         |                         |                         |                         |                         |                         |                         |                         |                         |                         |